# Scardamia protocyma
Scardamia protocyma är en fjärilsart som beskrevs av Louis Beethoven Prout 1929. Scardamia protocyma ingår i släktet Scardamia och familjen mätare. Inga underarter finns listade.